# Steamboat (Oregon, Jackson megye)
Steamboat az Amerikai Egyesült Államok északnyugati részén, Oregon állam Jackson megyéjében, a Carberry-patak mentén elhelyezkedő önkormányzat nélküli település.
Az Oregon Geographic Names szerint a helység neve a „steamboated” (kigőzölt) kifejezésből származik, amelynek jelentése kiapadt vagy a vártnál alacsonyabb hozamú bánya (ilyen a településtől északkeletre volt). A posta 1888 és 1915 között működött.

## Fordítás
- Ez a szócikk részben vagy egészben  a   Steamboat, Jackson County, Oregon című angol Wikipédia-szócikk ezen változatának fordításán alapul.  Az eredeti cikk szerkesztőit annak laptörténete sorolja fel. Ez a jelzés csupán a megfogalmazás eredetét és a szerzői jogokat jelzi, nem szolgál a cikkben szereplő információk forrásmegjelöléseként.